# Blütenstandsstiel
Der Blütenstandsstiel (Pedunkulus) ist bei Blütenpflanzen derjenige Abschnitt einer Sprossachse, der unterhalb des Blütenstandes liegt und diesen trägt. Die Hauptachse im Blütenstand selbst ist die Blütenstandsachse.
Bei Rosettenpflanzen wird der Blütenstandsstiel, der zwischen der Rosette und dem Blütenstand liegt und blattlos oder nur mit Schuppenblättern besetzt ist, Blütenschaft genannt. 